# Lescuraea setschwanica
Lescuraea setschwanica là một loài Rêu trong họ Leskeaceae. Loài này được (Broth.) T. Cao & W.-H. Wang mô tả khoa học đầu tiên năm 2002.